# Deu Olé!
Deu Olé! foi um programa esportivo brasileiro exibido pela Rede Bandeirantes. O programa foi apresentado por Felipe Andreoli, Denílson e pelas gêmeas Bia e Branca.

## História
Inicialmente o programa iria estrear em maio de 2012, mas para iniciar com a Eurocopa foi definido a estreia definitiva para o dia 16 de junho. Segundo o próprio criador da atração Felipe Andreoli, era um sonho que ele tinha desde moleque ter um programa de esportes. Este é o primeiro programa da volta de Paloma Tocci a Band depois de deixar a RedeTV! no final de 2011 para assinar com a Band. A emissora anunciou o nome do programa após o registro da marca.
Em 2013, Paloma Tocci foi substituída pelas gêmeas do nado sincronizado Bia e Branca.
Em 11 de julho de 2013 a TV Bandeirantes anunciou o fim do programa, sem que houvesse tempo para a produção de um programa de despedida - última edição foi ao ar em 6 de julho, sendo substituído a partir de 13 de julho pelo Band Esporte Clube. O fim do Déu Olé culminou na demissão de toda sua equipe de produção, formada por 7 profissionais..